# Tri Nations 2020
Il Tri Nations 2020 (in inglese 2020 Tri Nations) fu la 17ª edizione del Tri Nations nonché la 25ª assoluta del torneo annuale internazionale di rugby a 15 dell'Emisfero Sud.
A differenza delle sedici precedenti edizioni che si tennero tra Australia, Nuova Zelanda e Sudafrica, quella in oggetto vide l'Argentina al posto degli Springbok, che rinunciarono per problemi sanitari.
Si tenne, con un rilevante scarto rispetto al calendario consueto, dal 31 ottobre al 5 dicembre 2020 e fu vinto per la diciassettesima volta dalla Nuova Zelanda.
A seguito di accordi commerciali di sponsorizzazione, in Argentina il torneo fu noto come 2020 Personal Tri Nations, in Australia come 2020 Mitsubishi Estate Tri Nationsp e in Nuova Zelanda come 2020 Investec Tri Nations.
Il valore delle marcature, come stabilito da World Rugby nel 2017, è: 5 punti per ciascuna meta (7 se trasformata), 7 punti per la meta tecnica, 3 punti per la realizzazione di ciascun calcio piazzato, idem per il drop.

## Avvenimenti
Tutta l'attività rugbistica internazionale fu fermata a marzo 2020 a causa della pandemia di COVID-19 per il cui contrasto fu necessario adottare misure di contenimento della mobilità sia interna (lockdown) che tra Paesi (chiusura delle frontiere); solo a settembre, con la diffusione delle prime vaccinazioni e la progressiva riapertura parziale delle frontiere, fu possibile mettere in calendario il Rugby Championship che, per l'occasione, slittò alla primavera australe, a novembre 2020, e si tenne per motivi contingenti in un solo Paese onde evitare spostamenti e possibili nuovi focolai d'infezione.
Fu l'Australia a offrire la logistica ed, eccezionalmente, SANZAAR permise una lista chiusa di 46 giocatori e 12 persone a supporto con garanzia di una bolla sanitaria per le attività di allenamento, anche se il governo australiano impose una quarantena obbligatoria di 14 giorni dopo l'arrivo nel Paese.
A quindici giorni dall'avvio del torneo, tuttavia, la federazione del Sudafrica comunicò il proprio ritiro in quanto incapace di garantire la sicurezza ai propri giocatori e impossibilitata a mettere in campo una squadra allenata: era infatti dalla finale della Coppa del Mondo 2019 vinta in Giappone sull'Inghilterra che gli Springbok non disputavano un incontro.
Il torneo si ridusse così a un triangolare tra Australia, Argentina e Nuova Zelanda che si tenne in tre città, Brisbane in Queensland e Newcastle e Sydney nel Nuovo Galles del Sud.
Per necessità sanitarie non fu possibile assicurare la completa neutralità territoriale dei direttori di gara: gli arbitri selezionati furono Nic Berry e Angus Gardner della federazione australiana e Ben O'Keeffe e Paul Williams di quella neozelandese; gli allenatori non sollevarono alcuna obiezione su tale scelta.
L'Argentina ebbe tre arbitraggi neutrali su quattro (i due incontri con la Nuova Zelanda furono arbitrati da un australiano, mentre solo uno dei due contro l'Australia fu arbitrato da un neozelandese); i due incontri tra Australia e Nuova Zelanda furono diretti da un arbitro a testa per federazione.
La pandemia, e la mancanza di allenamento, portarono a risultati anche clamorosi.
Argentina e Australia pareggiarono i due incontri tra di loro e persero un incontro a testa contro la Nuova Zelanda, vincendo l'altro: il 25-15 con cui i Pumas sconfissero gli All Blacks nella seconda giornata creò scalpore in quanto fu la prima sconfitta assoluta della formazione in maglia nera contro i sudamericani in 30 test match, nonché la prima volta dal 2011 in cui la squadra subiva due sconfitte consecutive, avendo perso anche il primo incontro con l'Australia.
Nonostante l'inizio stentato, i neozelandesi riuscirono a vincere il torneo con il singolare record di squadra più sconfitta dell'edizione: le sue avversarie, infatti, a pari punti ma senza bonus, persero un incontro ciascuno contro i due della squadra campione.
La vittoria arrivò con la squadra davanti alla televisione ad assistere al pareggio 16-16 tra Australia e Argentina nell'ultima gara: tale risultato infatti garantì agli All Blacks il primo posto, in realtà a rischio solo teorico di essere perso in quanto sarebbe stata necessaria una vittoria obbligatoria con bonus da parte di una delle due e scarti minimi dell'ordine dei 90 punti a salire.

## Risultati
| Arbitro: | Ben O'Keeffe |

|             |      |                                                                       |
| Lolesio 42’ | mt   | 5’ Tu’inukuafe 21’, 27’ Mo’unga 30’ Coles 71’ R. Ioane 74’ J. Barrett |
|             | tr   | 5’, 27’, 30’, 71’, 74’ Mo’unga                                        |
|             | c.p. | 60’ Mo’unga                                                           |

| Arbitro: | Nic Berry |

|                          |      |                                  |
| Wright 3’ Tupou 75’      | mt   | 9’ R. Ioane 52’ Taylor 79’ Vaa'i |
| Hodge 75’                | tr   | 52’, 79’ J. Barrett              |
| Hodge 21’, 50’, 59’, 70’ | c.p. | 33’ J. Barrett                   |

| Arbitro: | Angus Gardner |

|                       |      |                                     |
| Cane 53’ Clarke 80+2’ | mt   | 19’ Sánchez                         |
| Mo’unga 53’           | tr   | 19’ Sánchez                         |
| Mo’unga 12’           | c.p. | 6’, 26’, 33’, 49’, 58’, 77’ Sánchez |

| Arbitro: | Paul Williams |

|                                |      |                                |
| Sánchez 6’, 32’, 64’, 68’, 71’ | c.p. | 4’, 36’, 40+5’, 45’, 57’ Hodge |

| Arbitro: | Nic Berry |

|  |      |                                                     |
|  | mt   | 12’ Coles 52’ Savea 68’, 70’ Jordan 80+5’ Tuipulotu |
|  | tr   | 12’, 52’, 68’, 70’, 80+5’ Mo’unga                   |
|  | c.p. | 17’ Mo’unga                                         |

| Arbitro: | Angus Gardner |

|                       |      |                             |
| Hooper 67’            | mt   | 34’ Delguy                  |
| Hodge 67’             | tr   | 34’ Miotti                  |
| Hodge 16’, 40+3’, 51’ | c.p. | 18’ Sánchez 30’, 61’ Miotti |

## Classifica
| Pos | Squadra       | G | V | N | P | PF  | PS | DP  | BMP | Pt |
| --- | ------------- | - | - | - | - | --- | -- | --- | --- | -- |
| 1   | Nuova Zelanda | 4 | 2 | 0 | 2 | 118 | 54 | +64 | 3   | 11 |
| 2   | Argentina     | 4 | 1 | 2 | 1 | 56  | 84 | −28 | 0   | 8  |
| 3   | Australia     | 4 | 1 | 2 | 1 | 60  | 96 | −36 | 0   | 8  |